# クリチム
クリチム（ブルガリア語: Крѝчим / Krichim）は、ブルガリア中南部にある自治体、およびそれを中心とした基礎自治体である。プロヴディフ州に属し、ペルシティツァに近い。ロドピ山脈の北斜面のふもと、上トラキア平地にあり、プロヴディフからは南西に20キロメートルに位置している。マリツァ川の支流・ヴチャ川が町の中を流れる。
初期ビザンティン時代より人の居住が確認されており、ヴチャ川が渓谷に入る箇所の両岸に要塞が築かれた。中世の間、この地はビザンティン帝国とブルガリア帝国の間の係争地となり、支配者はたびたび入れ替わった。1230年にブルガリア皇帝イヴァン・アセン2世の征服後の石碑が残されており、「ツァール・アセン、クリチムを征服しこの石に座る」と記されている。
ブルガリア民族復興期には、この地域で数少ない修道院学校が置かれていた。生神女修道院と聖ヴラチ修道院の2つの修道院があり、オスマン帝国時代のブルガリアの言語・文化維持に貢献していた。

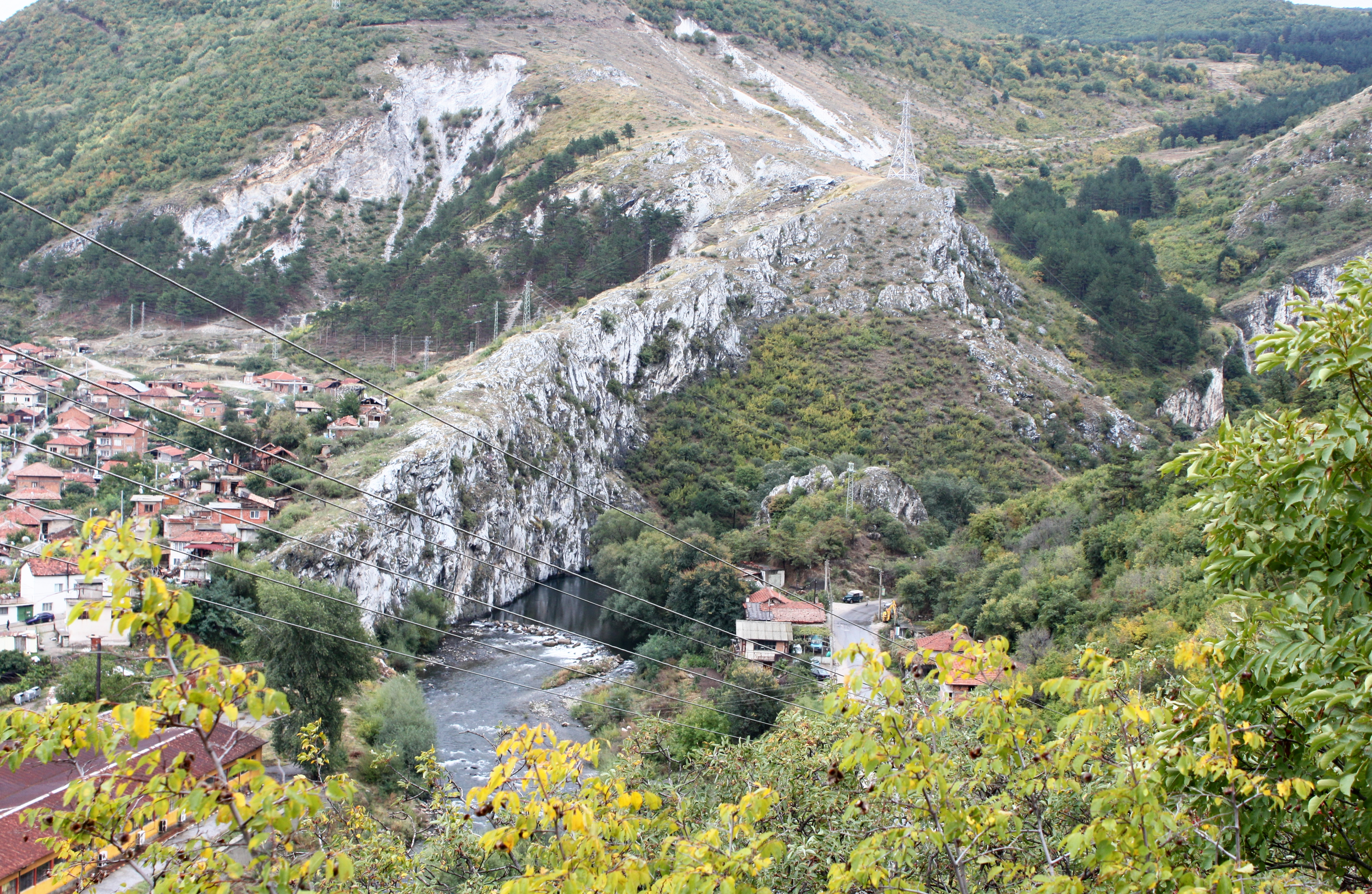
ヴチャ川

町には正教徒のブルガリア人やムスリムのトルコ人の他、ポマク（ムスリムのブルガリア人）やムスリムのロマなども住んでいる。正教の聖コスマ・ダミアン聖堂とイスラム教のモスクがあり、2宗教が平和的に共存している。

## クリチムにちなんだ命名
南極大陸・サウス・シェトランド諸島のリヴィングストン島にあるクリチム峰は、クリチムにちなんで命名された。